# Cambaquara
Cambaquara é um distrito do município brasileiro de Ilhabela, que integra a Região Metropolitana do Vale do Paraíba e Litoral Norte, no litoral do estado de São Paulo.

## História

### Formação administrativa
- Distrito criado pelo Decreto-Lei n° 14.334 de 30/11/1944, com o povoado de Cambaquara mais terras do distrito sede de Ilhabela.[3]

## Geografia

### Demografia

#### População urbana
| Crescimento população urbana | Crescimento população urbana | Crescimento população urbana | Crescimento população urbana |
| Censo                        | Pop.                         |                              | %±                           |
| ---------------------------- | ---------------------------- | ---------------------------- | ---------------------------- |
| 1950                         | 0                            |                              | —                            |
| 1960                         | 208                          |                              | —                            |
| 1970                         | 1 254                        |                              | 502,9%                       |
| 1980                         | 1 356                        |                              | 8,1%                         |
| 1991                         | 2 197                        |                              | 62,0%                        |
| 2000                         | 3 142                        |                              | 43,0%                        |
| 2010                         | 4 099                        |                              | 30,5%                        |
| Fonte: IBGE e Fundação SEADE |                              |                              |                              |

#### População total
Pelo Censo 2010 (IBGE) a população total do distrito era de 4 099 habitantes.

### Área territorial
A área territorial do distrito é de 98,117 km².

### Rodovias
O principal acesso ao distrito é a SP-131.

## Serviços públicos

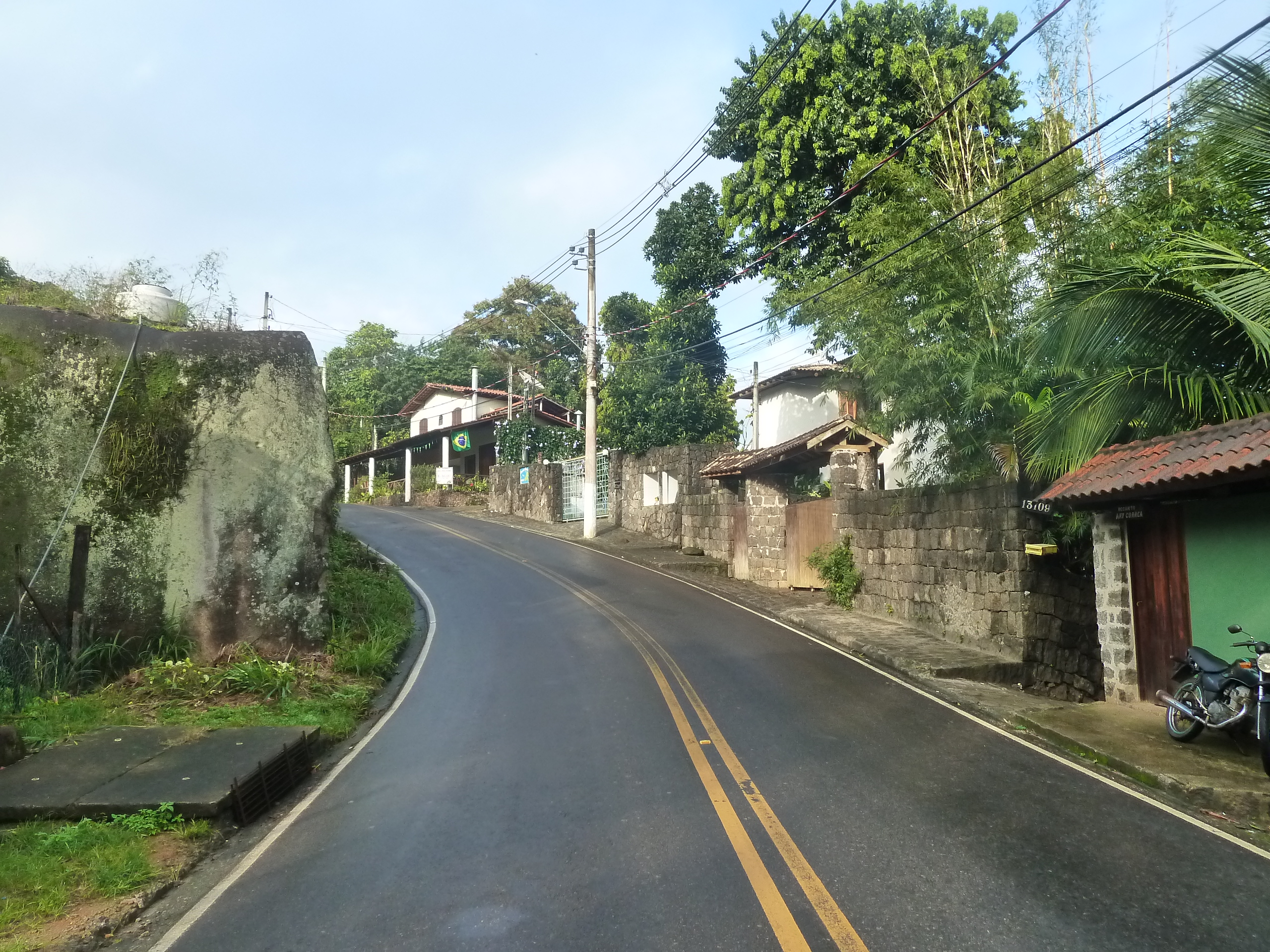
Trecho da SP-131, que atravessa o distrito.

### Registro civil
Atualmente é feito na sede do município, pois o Cartório de Registro Civil das Pessoas Naturais do distrito foi extinto pelo Tribunal de Justiça do Estado de São Paulo, e seu acervo foi recolhido ao cartório do distrito sede.

### Saneamento
O serviço de abastecimento de água é feito pela Companhia de Saneamento Básico do Estado de São Paulo (SABESP).

### Energia
A responsável pelo abastecimento de energia elétrica é a Neoenergia Elektro, antiga CESP.

### Telecomunicações
O distrito era atendido pela Telecomunicações de São Paulo (TELESP), que inaugurou a central telefônica utilizada até os dias atuais. Em 1998 esta empresa foi vendida para a Telefônica, que em 2012 adotou a marca Vivo para suas operações.

## Praias
O distrito possui várias praias, entre elas:
- Praia das Pedras Miúdas - primeira praia de Cambaquara, à frente da Ilha das Cabras, na divisa com o distrito sede de Ilhabela
- Praia do Portinho
- Praia da Feiticeira
- Praia do Julião
- Praia Grande
- Praia do Curral
- Praia do Veloso - última praia que pode ser acessada por veículos no sul de Ilhabela
- Praia do Bonete - última praia de Cambaquara, no sul da ilha, na divisa com o distrito de Paranabi. Ganhou fama internacional em 2009 quando foi reconhecida pelo jornal britânico The Guardian como uma das mais bonitas do Brasil[16]

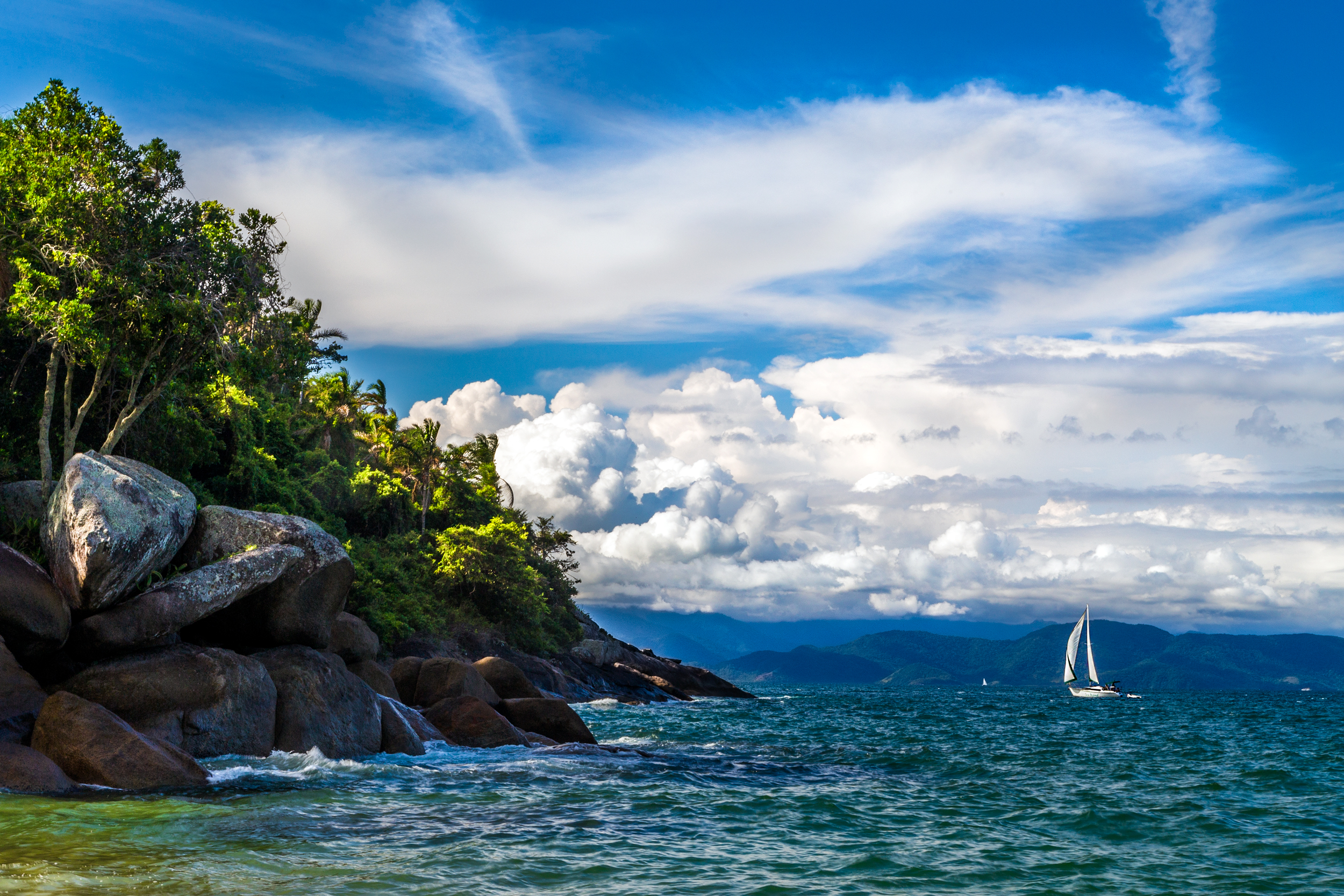
Praia da Feiticeira
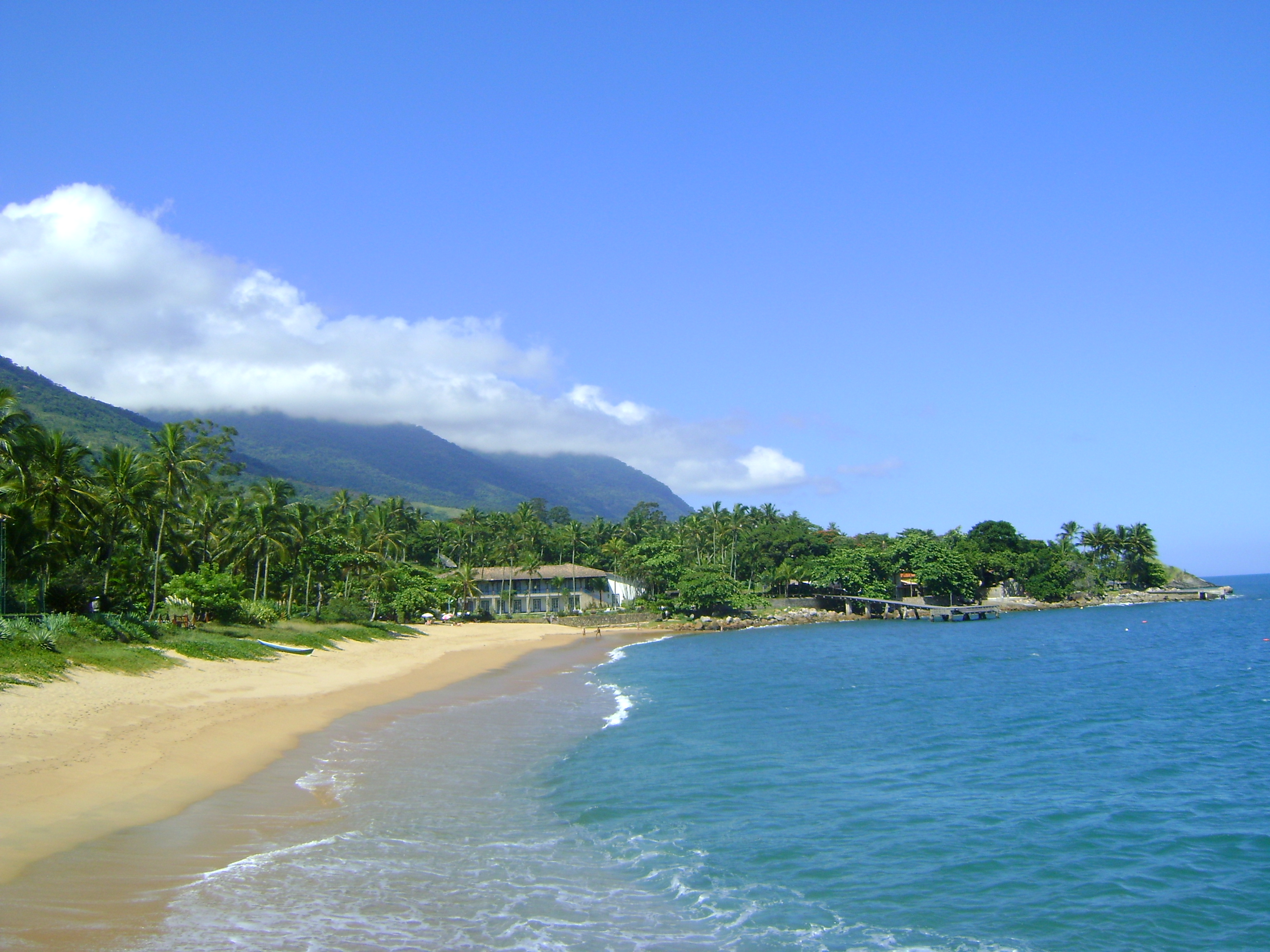
Praia da Feiticeira
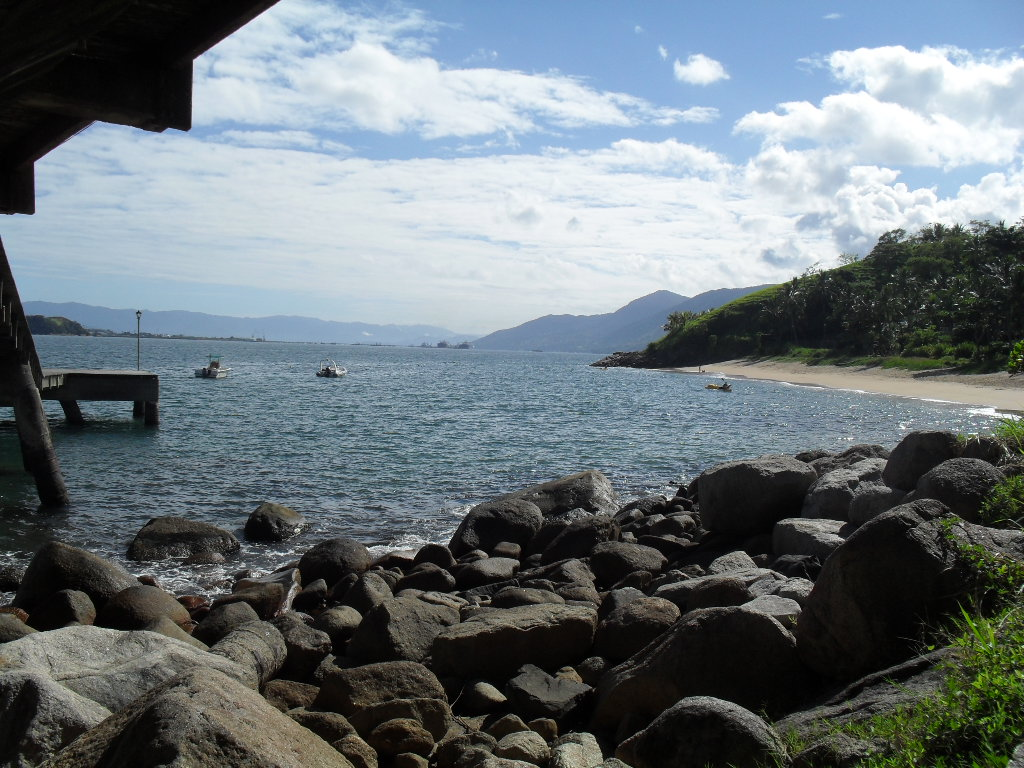
Praia da Feiticeira
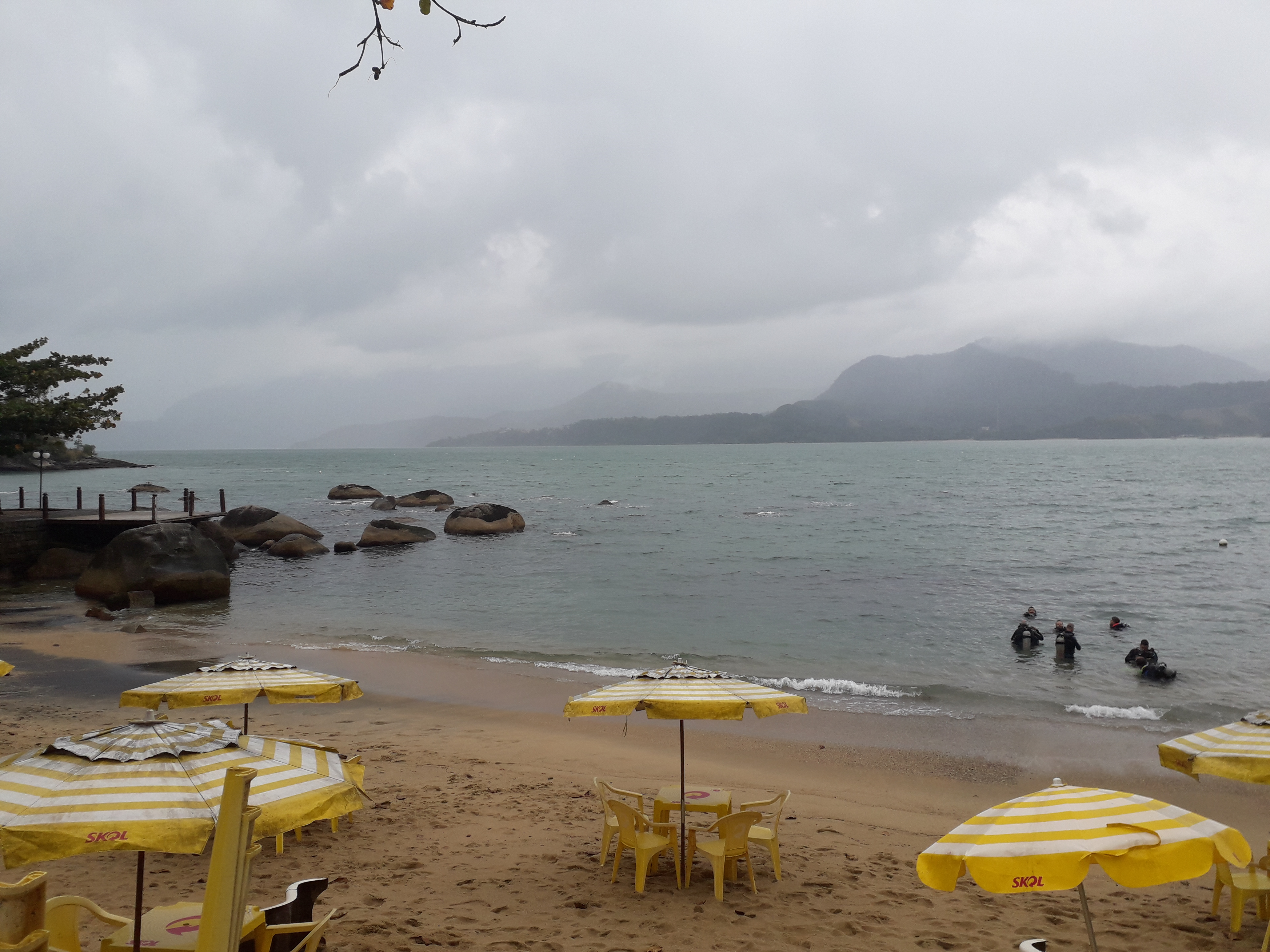
Praia Grande de Ilhabela
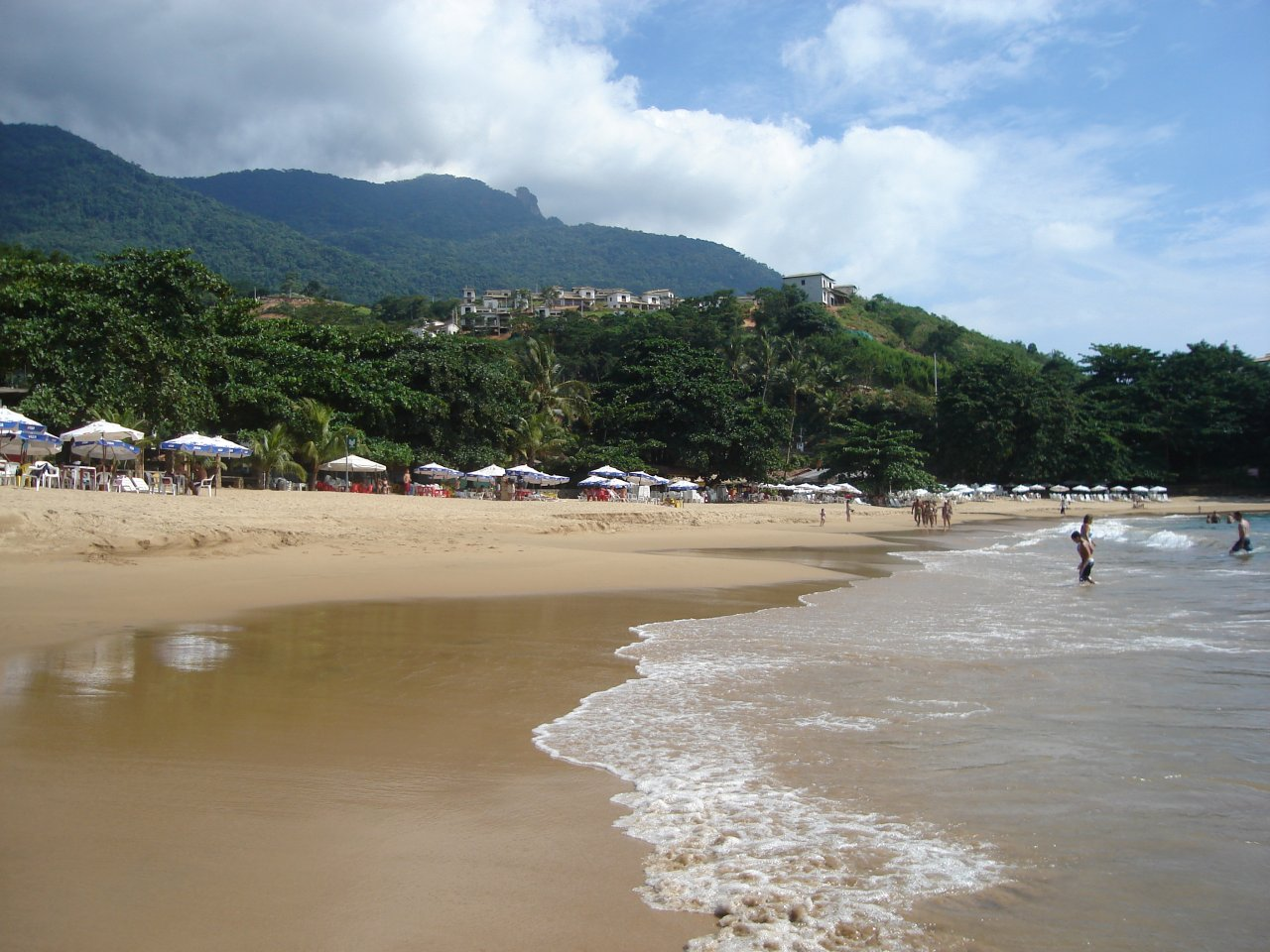
Praia do Curral
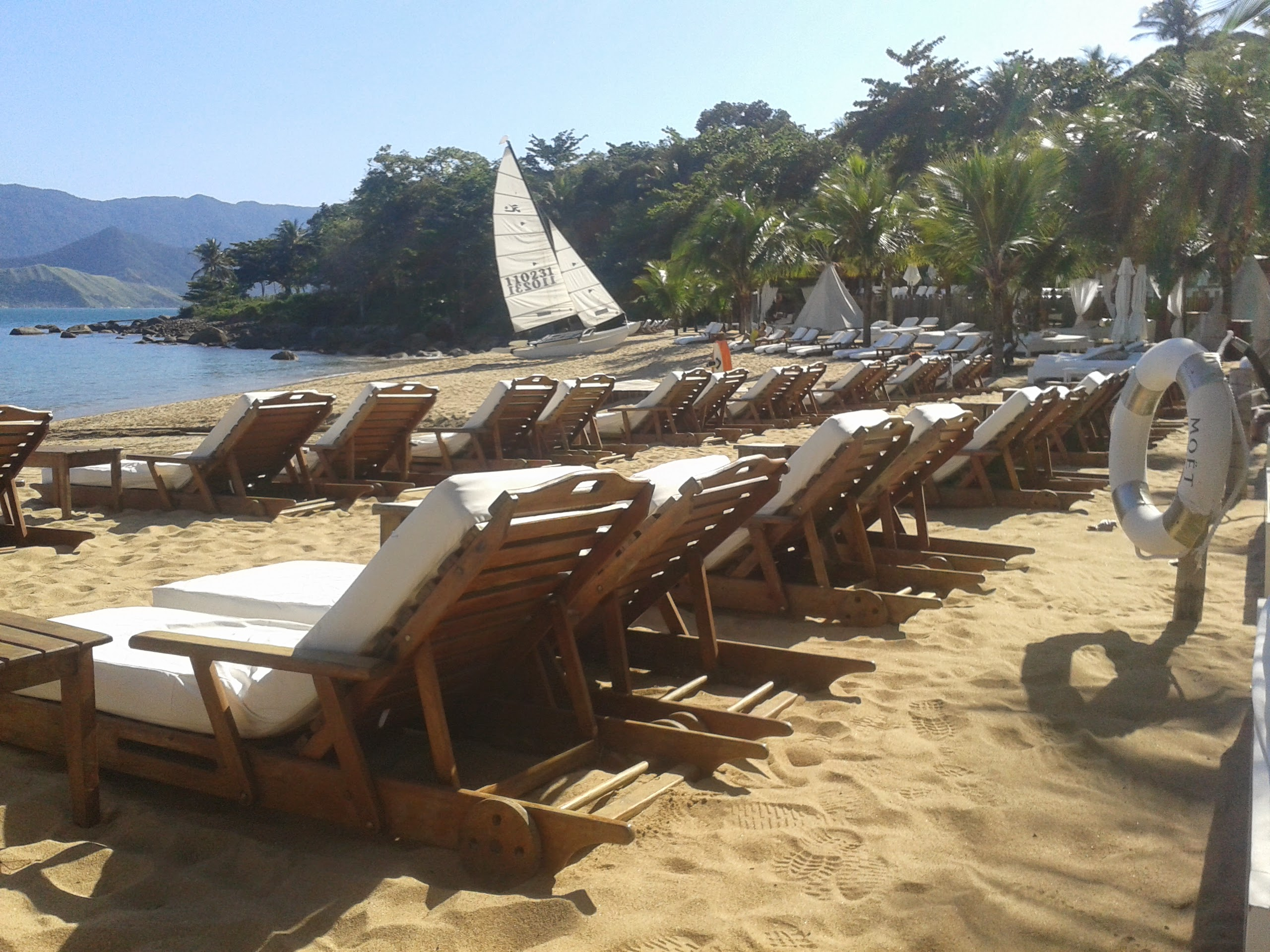
Praia do Curral
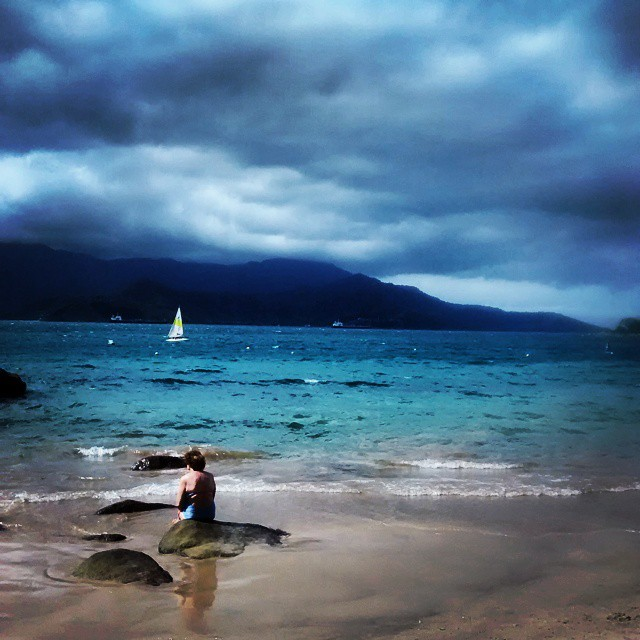
Praia do Veloso
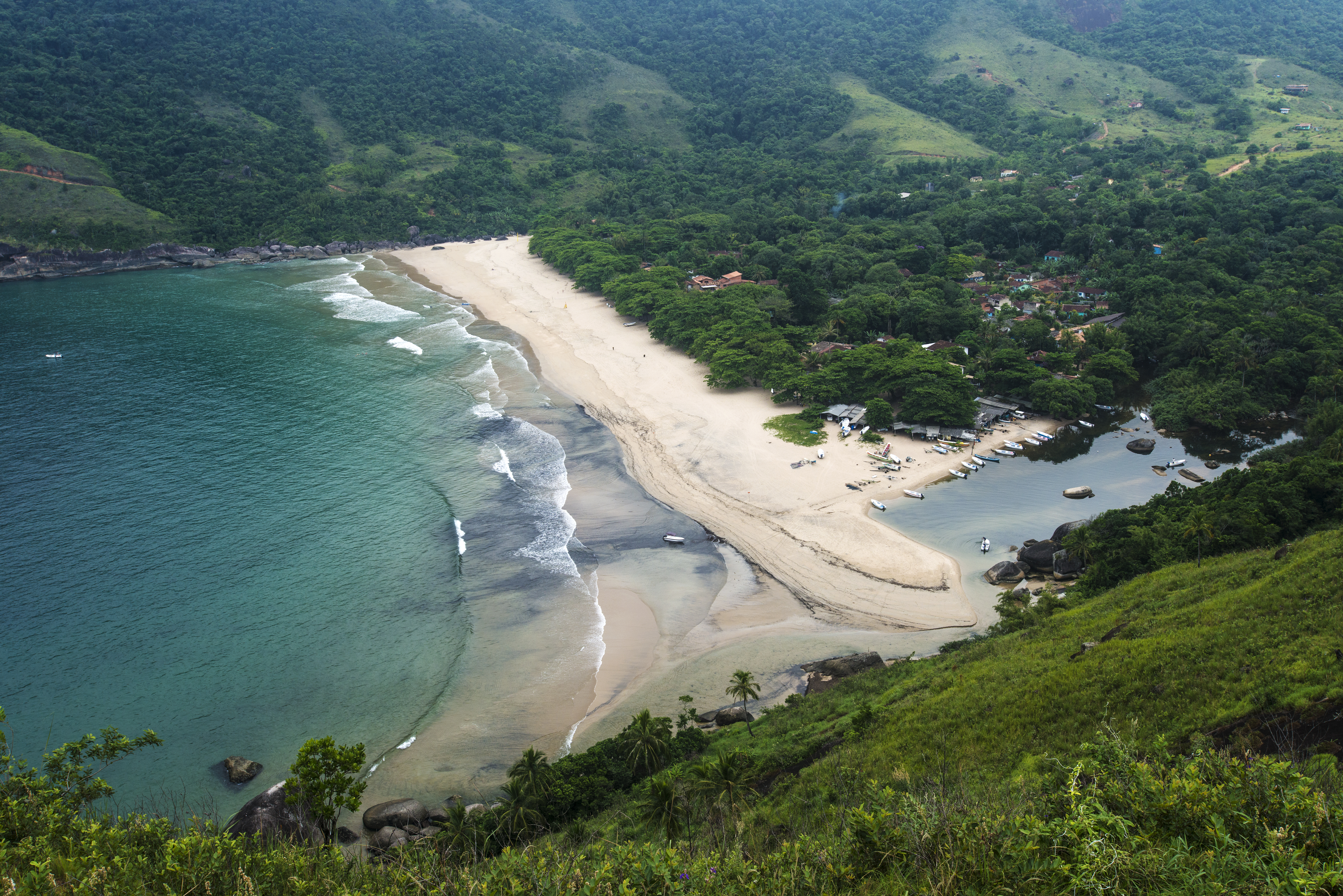
Praia do Bonete
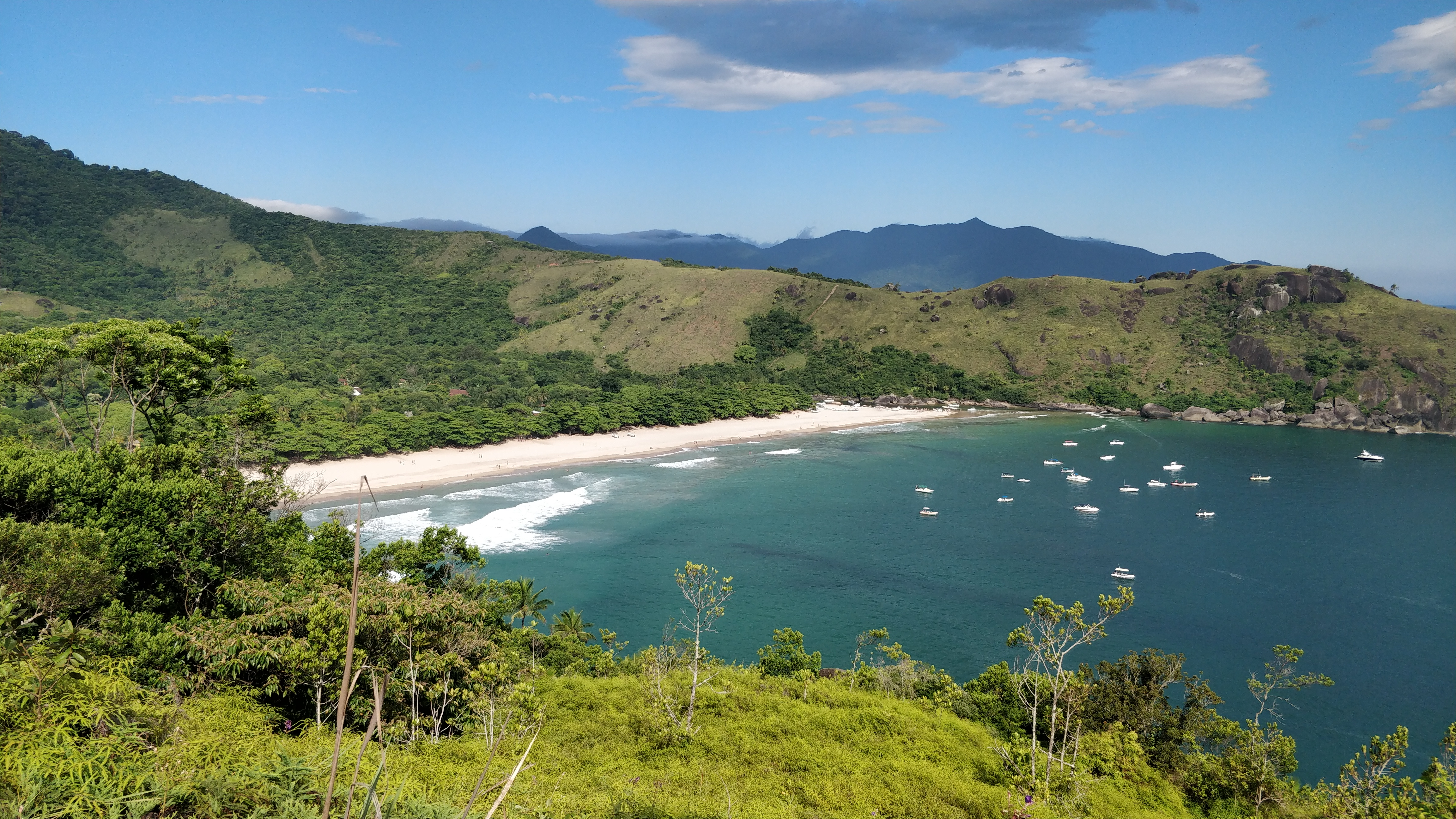
Praia do Bonete
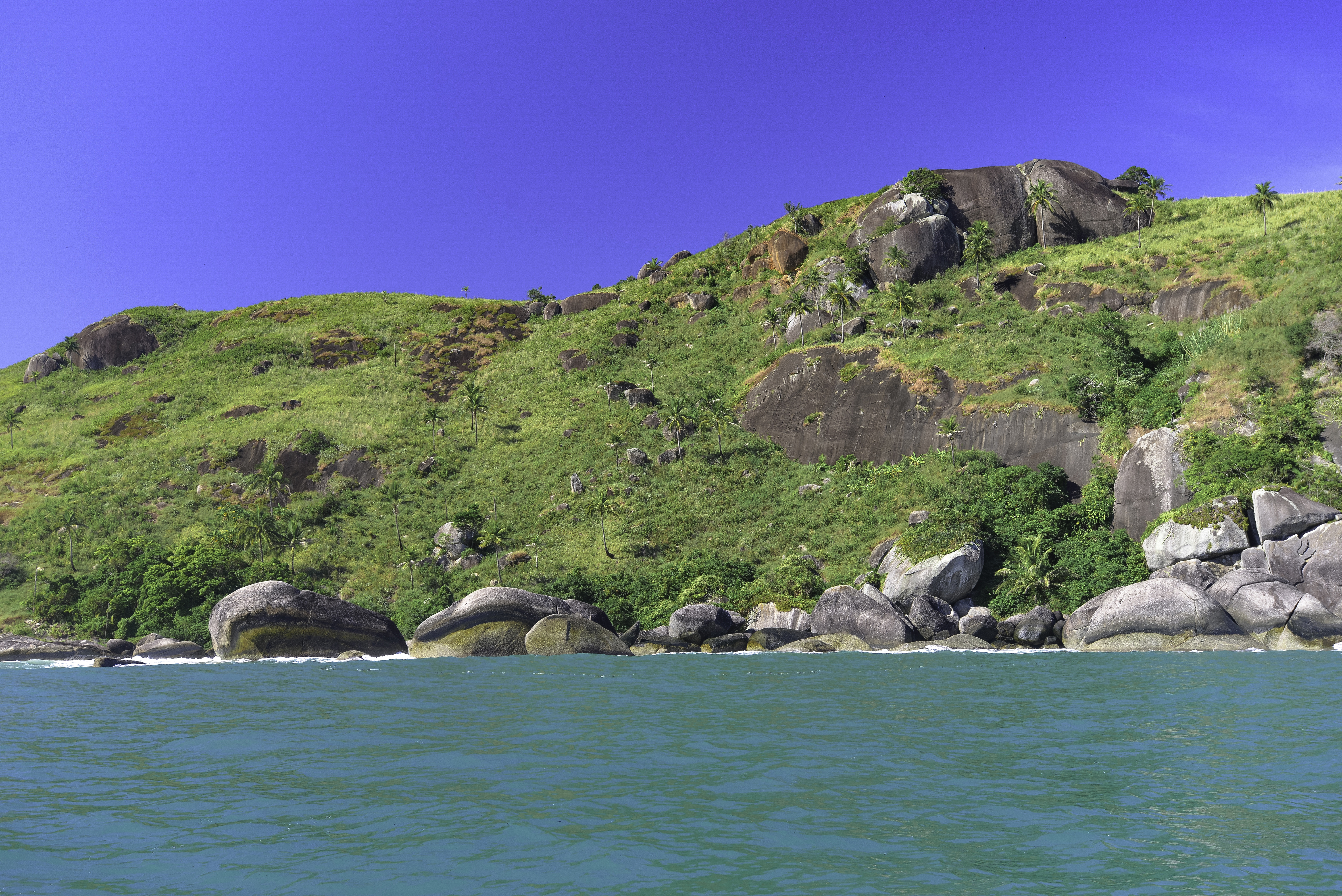
Praia do Bonete
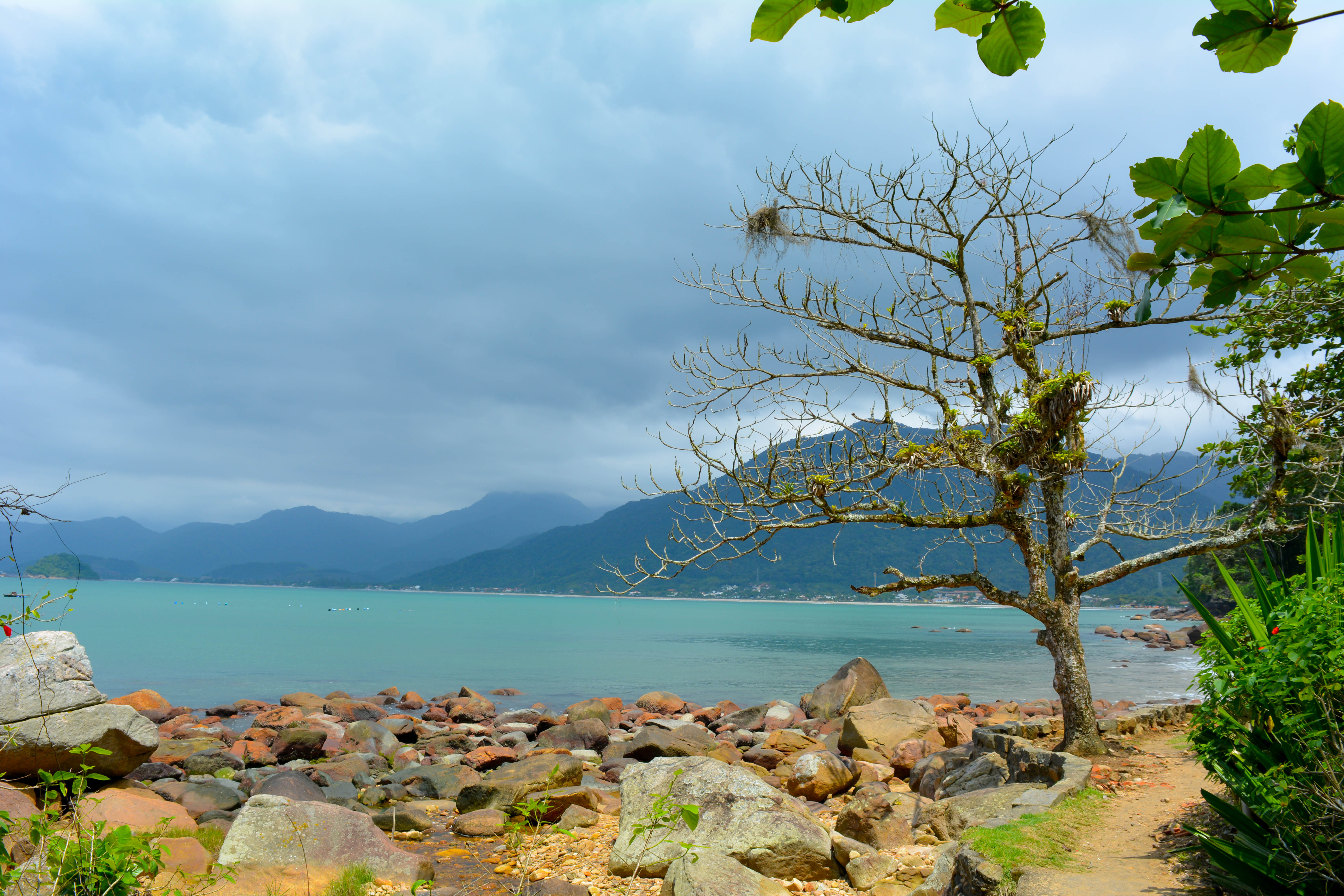
Bonete vista a partir da trilha das sete praias
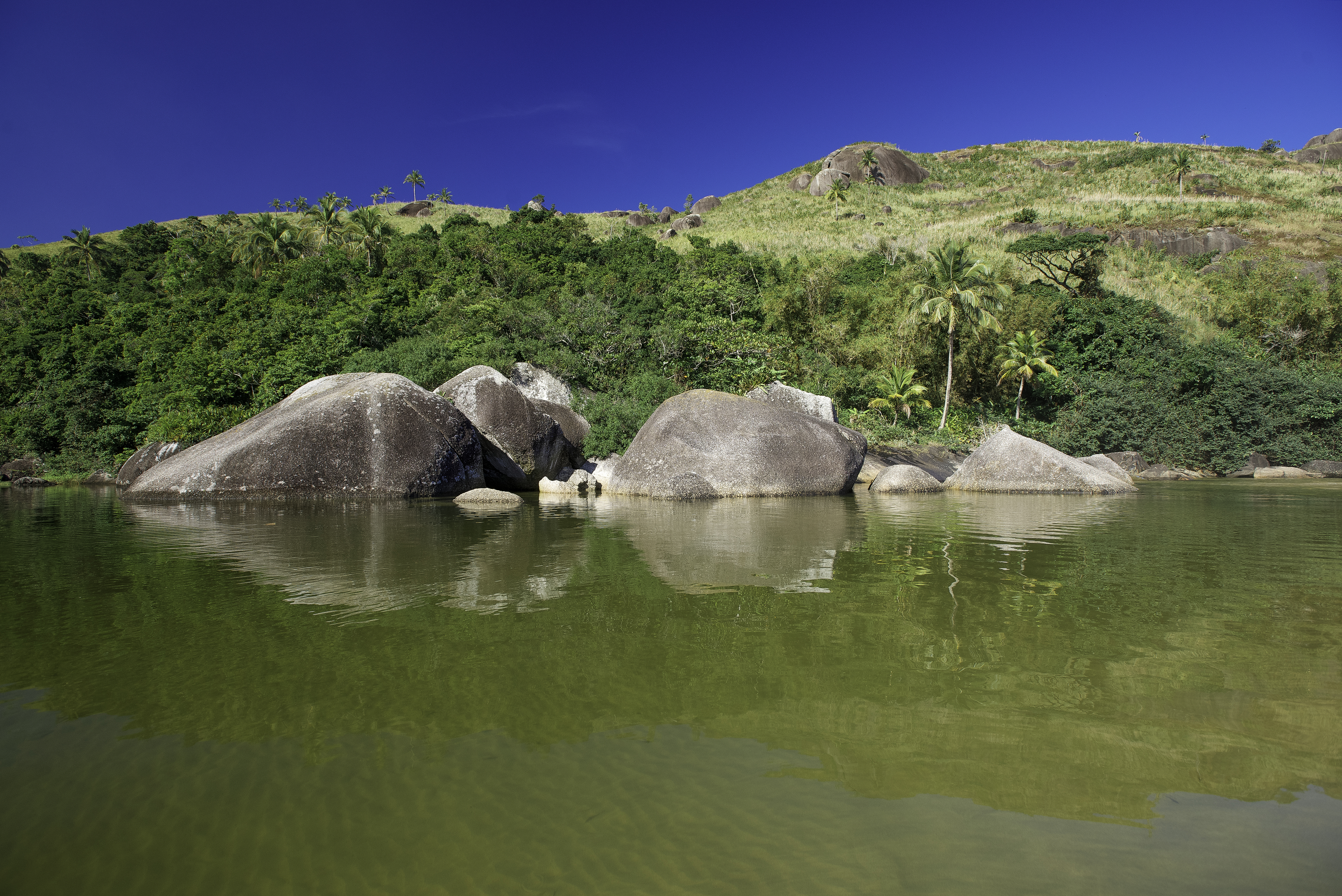
Rio do Bonete
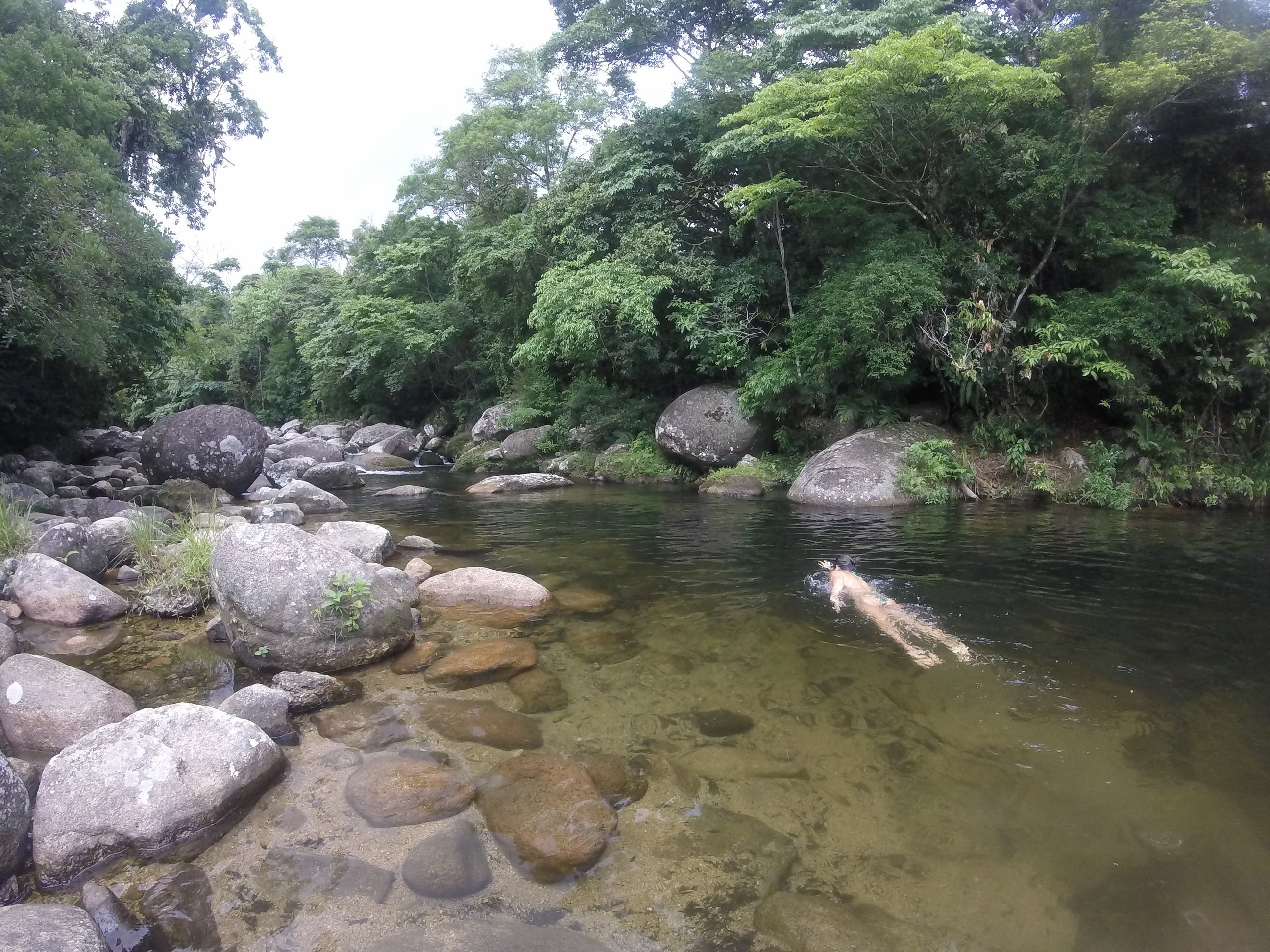
Cachoeira do Bonete

## Religião
O Cristianismo se faz presente no distrito da seguinte forma:

### Igreja Católica
- A igreja faz parte da Diocese de Caraguatatuba[18].